# Джоді Лендон
Джоді Лендон (англ. Jodie Landon) — вигадана героїня американського анімаційного телесеріалу «Дарія» виробництва MTV. Її озвучила Джессіка Сідні Джексон.

## «Дарія»
Джоді Лендон — одна з небагатьох темношкірих учениць школи Лондейл. Її хлопцем протягом усього серіалу є Майкл «Мак» Маккензі.
У фіналі серіалу «Дар'я» — «Вже коледж?» — Джоді вирішує вступити до коледжу Тернера, історично чорношкірого коледжу, попри те, що її прийняли до престижного Крестмору.

## «Джоді»
У 2020 році телеканал Comedy Central замовив спіноф «Джоді», який покаже героїню як випускницю коледжу покоління Z, яка влаштовується на свою першу роботу в технологічну компанію. Трейсі Елліс Росс є виконавчою продюсеркою шоу й озвучить головну роль. У травні 2022 року було оголошено, що «Джоді» стане анімаційним фільмом.